# Psyclon Nine
Psyclon Nine is een band opgericht in 2000 en komt uit de San Francisco Bay Area. Hun eerdere albums worden door veel mensen gezien als Aggrotech, terwijl hun nieuwere albums meer (industrial en black) metal invloeden hebben.
De band begon in 2000 toen Nero Bellum (altijd vocals en vanaf 2009 ook te horen op gitaar) onder de naam Marshall Carnage samen met Josef Heresy een elektronisch muziekproject met gitaar-elementen opstartte met de naam "Defkon Sodomy". Niet lang hierna werd Defkon Sodomy omgedoopt tot Psyclon Nine en waren ze voor het eerst te zien op een klein festival. Hier ontmoetten ze Eric Gottesman (voorman van See Colin Slash) die direct bij Psyclon Nine wilde.
Bij een show van de Nederlandse band Grendel ontmoette Nero Bellum de baas van NoiTekk en toen werd al snel het eerste album Divine Infekt opgenomen en werd het uitgebracht in 2003.

## Discografie
- Divine Infekt (2003)
- INRI (2005)
- Crwn Thy Frnicatr (2006)
- We the Fallen (2009)
- Order Of The Shadow: Act 1 (2013)